# Alcolirykoz
AlcolirykoZ es un grupo de rap colombiano. Creado en Medellín en 1999, conformado por: Gambeta (Juan), Kaztro (Carlos) y Fa-zeta (Gustavo).

## Historia
En 1999 crearon el grupo Arnez, en el barrio Aranjuez de Medellín, este grupo pasaría a ser AlcolirykoZ en 2004, con sus miembros actuales los Mc's Gambeta (Juan), Kaztro (Carlos) y el Dj Fa-zeta (Gustavo) también conocidos como Los ninjaz. Lanzan su primer álbum en 2009, desde entonces han producido 7 álbumes, varios sencillos y videos. han participado en festivales como Estéreo Picnic, Altavoz, el Festival Jaguar, y realizado conciertos junto a otras agrupaciones.

## Discografía

### Álbumes
- Entre Letras mayúsculas (Demo)
- Revancha de los tímidos (2009)
- 'El despilfarro' (2011)
- 'Viejas recetas, remixes y otras rarezas' (2012)
- 'Efectos secundarios' (2014)
- 'Servicios ambulatorioZ' (2017)
- En letras mayúsculas (Reedición) (2018)[8]
- Aranjuez (2021)
- Anarcolirykoz (2024)[9]

### Sencillos
- N.A.D.A (2015),
- Equipo de carretera (2016)
- Changó (2016).